# Rodrigo Bogarín
Rodrigo Manuel Bogarín Giménez (Asunción, Paraguay; 24 de mayo de 1997) es un futbolista paraguayo. Juega de delantero y su equipo actual es el Club Querétaro de la Primera División de México.

## Trayectoria
Comenzó en las categorías inferiores del Club Guaraní. Debutó en el año 2014 en el primer equipo del club, y desde el año 2019 se integra al plantel de primera del Club Libertad.
En enero de 2023, se oficializó su traspaso al Club Social y Deportivo Defensa y Justicia de la Primera División de Argentina.

## Selección nacional
Fue internacional juvenil por Paraguay.

## Clubes
| Club                  | País      | Año           |
| --------------------- | --------- | ------------- |
| Guaraní               | Paraguay  | 2014-2018     |
| Libertad              | Paraguay  | 2019-2022     |
| Defensa y Justicia    | Argentina | 2023-2025     |
| Querétaro Fútbol Club | México    | 2025-presente |

## Palmarés

### Títulos nacionales
| Título                       | Club    | País     | Año                  |
| ---------------------------- | ------- | -------- | -------------------- |
| Primera División de Paraguay | Guaraní | Paraguay | Torneo Clausura 2016 |
| Copa Paraguay                | Guaraní | Paraguay | 2018                 |

## Vida personal
Su hermana Dahiana también es futbolista.

## Gallos de Querétaro tendría cerrado el fichaje de Rodrigo Bogarín para el Clausura 2025Consultado el 5 de enero de 2025
1. ↑  «Bogarín cambia Dos Bocas por la Huerta». d10.ultimahora.com. Consultado el 28 de enero de 2023.
2. ↑  enpy (24 de enero de 2023). «Rodrigo Bogarín fue oficializado en Defensa y Justicia». Últimas noticias de Paraguay y el mundo hoy - EnParaguay.Net. Consultado el 28 de enero de 2023.
3. ↑  «Rodrigo Bogarín - Selección». www.transfermarkt.es. Consultado el 28 de enero de 2023.
4. ↑  «Rodrigo Bogarín. DE “REBOTAR”, A UN SUEÑO CONTINENTAL». Crónica. 9 de septiembre de 2021. Consultado el 28 de enero de 2023.